# 禁令
禁令（英語：prohibition）是由法官判決禁令，一般帶有強制性制度，是一個針對性措施，臨時禁令在英美法律系和大陸法系稱為中問禁令或者初步禁令。

## 外部連結
- 禁令 （页面存档备份，存于）
- 「禁止」的英文怎麼說？ （页面存档备份，存于）